# Gyermekágyi láz
A gyermekágyi láz (sepsis puerperalis) olyan fertőző betegség, amely szülés vagy vetélés után következhet be, különösen abban az esetben, ha hiányos a méhlepény.

## Kórokozók
A staphylococcus, streptococcus, Escherichia coli, Neisseria gonorrhoeae baktérium, vagy  különböző anaerob kórokozók a méhnek a méhlepény leválásakor keletkező nagy sebén jutnak be a véráramba. A méhszáj még több nappal a szülés után is teljesen nyitott, így közvetlen a kapcsolat a méh és a hüvely között. A baktériumok még jó higiénés feltételek esetén is könnyen bejuthatnak az erősen igénybe vett méhbe, ahol meleg, tápanyagban gazdag környezetet találnak. A kórokozók általában a sebvízen keresztül ürülnek, azonban ha az gyengén folyik, a fertőzés megtörténhet.

## Tünetek
A betegség hőemelkedésben vagy lázban nyilvánul meg, hasi nyomás, fájdalom, bűzös folyás, esetleg vérzés léphet fel. A folyamat romlását jelzi a gyengeség, alhasi feszülés, hányinger, hányás, valamint a sokk tünetei, mint például a nyugtalanság, szapora pulzus, a felgyorsult légzés, és az emelkedett vérnyomás.
A következmények a hashártya, vagy a méhnyálkahártya, illetve egyéb szervek gyulladása, sűrű erős lázrohamok, hatékony kezelés nélkül a legtöbb esetben néhány napon belül szepszis („vérmérgezés”) lép fel, amely halálhoz vezethet.
A gyakran nagyon fájdalmas méhgyulladást két módon lehet leküzdeni: a baktériumok ellen az antibiotikumok, a méh összehúzódása céljából a metil-ergometrin nevű anyarozs-alkaloid használata a megoldás. A fertőzés általában következmények nélkül gyógyul. A gyermekágyi láz gyakorisága az antibiotikumok használata és a jobb higiénés körülmények általánossá válásával jelentősen csökkent.

## Történelmi áttekintés

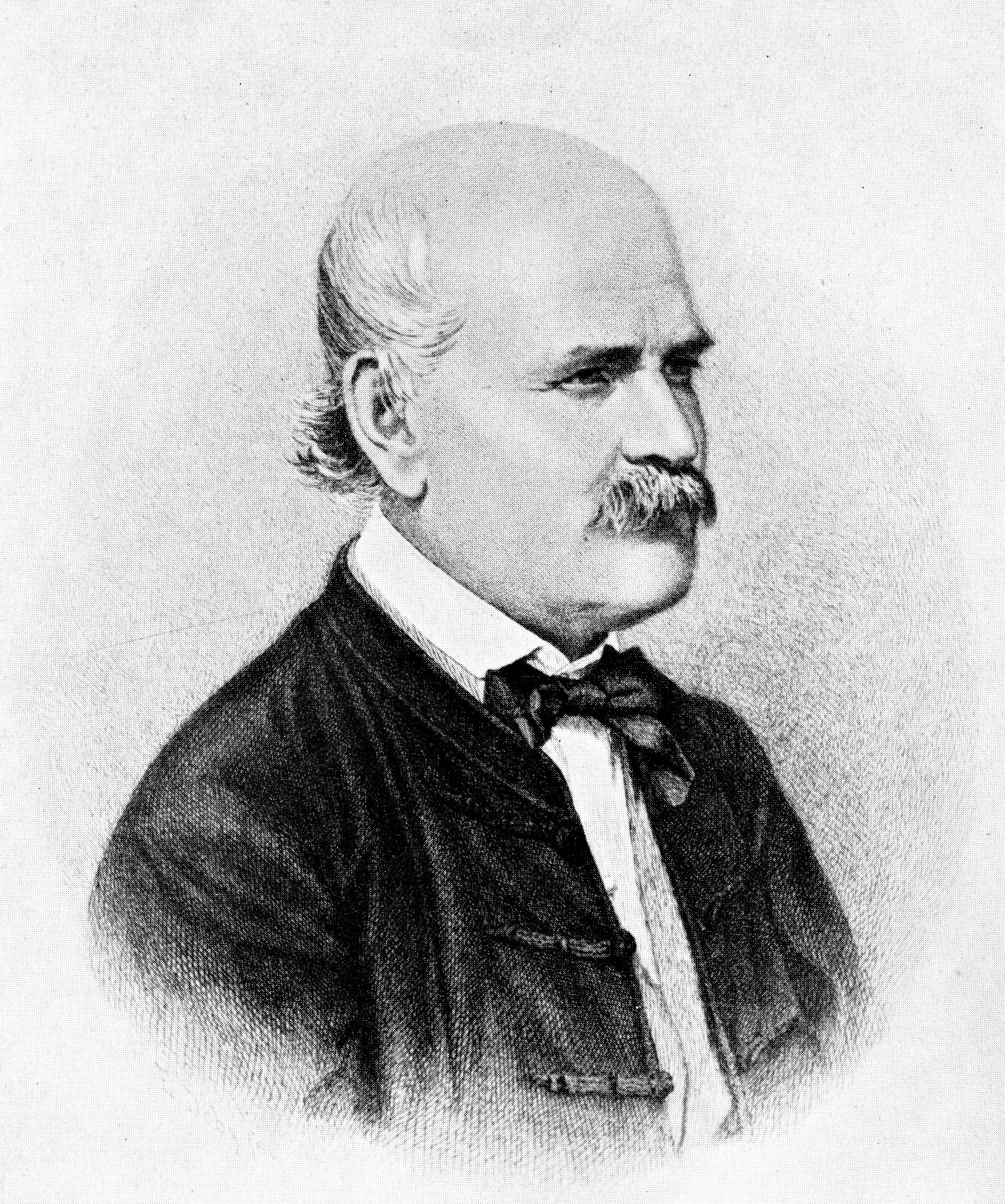
Semmelweis Ignác „az anyák megmentője”

A 19. században a gyermekágyi láz volt az egyik fő oka a szülések magas halálozási arányának. Súlyosbította a helyzetet az európai városok kórházainak egyetemi szülészetein, hogy az orvostanhallgatók boncolás után kézfertőtlenítés nélkül vizsgálták a vajúdó nőket (például a Hôtel-Dieu Párizsban, ahol az első jelentés a betegség járványszerű előfordulásáról 1788-ban keletkezett). Egyes intézményekben időnként a szülő nők kétharmada halt bele a iatrogén fertőzésbe. Járványtani szempontból összességében ez azonban csak marginális jelentőségű volt, mivel a nők túlnyomó többsége akkoriban még otthon szült.
Oliver Wendell Holmes amerikai orvos 1843-as dolgozatában már azt állította, hogy az orvosok terjesztik a betegséget. Négy évvel később Semmelweis Ignác kimutatta, hogy a szegényes higiéniai körülmények között működő kórházak, a tisztaság, valamint az orvosok kézfertőtlenítésének hiánya az oka, hogy különösen magas a betegség előfordulása a szülészeti osztályokon. Semmelweis vizsgálatai szerint az 1840-es évek derekán a Bécsi Általános kórház I. sz. szülészetén tízszer annyi asszony halt meg gyermekágyi lázban, mint a II. számún. Kizárásos alapon arra jött rá, hogy ennek okozói a boncolás után kézfertőtlenítés nélkül a vajúdó nőket vizsgáló orvosok voltak, akik csak az egyes klinikán „gyógyítottak”, míg a kettesen a bábák vezették le a szüléseket. Azonban azokban az évtizedekben még olyan neves tudósok is tagadták ezt az összefüggést, mint Rudolf Virchow. Még egy 1896-ban kiadott tankönyv is a női testben feléledő „miazmák” kedvezőtlen hatásának tulajdonítja a kórt.

## Mitológia
Az ókori Mezopotámia Lilitje a gyermekágyi láz démonja.

## Fordítás
Ez a szócikk részben vagy egészben  a   Kindbettfieber című német Wikipédia-szócikk ezen változatának fordításán alapul.  Az eredeti cikk szerkesztőit annak laptörténete sorolja fel. Ez a jelzés csupán a megfogalmazás eredetét és a szerzői jogokat jelzi, nem szolgál a cikkben szereplő információk forrásmegjelöléseként.